# Aurora Pro Patria 1919 2012-2013
Questa voce raccoglie le informazioni riguardanti l'Aurora Pro Patria 1919 nelle competizioni ufficiali della stagione 2012-2013.

## Stagione
Nella stagione 2012-2013 la Pro Patria vince il campionato a diciannove anni di distanza, dopo la vittoria nell'Eccellenza nella stagione 1993-1994. La formazione bustocca allenata dal siciliano Aldo Firicano, e finalmente priva di penalizzazioni, inizia positivamente il nuovo campionato. Dopo la ventiduesima giornata, grazie alla vittoria sul Castiglione, si ritrova al primo posto in classifica con una partita in meno.Al termine del girone di andata è quinta con 31 punti, poi nel girone di ritorno fa meglio di tutti con 40 punti raccolti, così il 12 maggio 2013 dopo la vittoria (0-2) al Natale Palli di Casale Monferrato nell'ultima di campionato, conquista la Lega Pro Prima Divisione, chiudendo al primo posto il girone con 62 punti, 2 punti di vantaggio sul Savona e 3 sul Venezia che vince i play-off, tutte tre promosse, con la miglior differenza reti +27, e con l'attacco più prolifico del girone A, 64 reti, delle quali ben 19 firmate dal bomber Matteo Serafini. I biancoblu riconquistano così la terza serie dopo tre anni in Seconda Divisione. Poi a fine maggio come vincitrice del Girone A di Seconda Divisione, la Pro Patria affronta la Salernitana, vincitrice del Girone B, per la sfida in Supercoppa di Lega di Seconda Divisione, dalla quale esce sconfitta nel doppio confronto. Mentre nella Coppa Italia di Lega Pro i bustocchi non superano lo scoglio del primo girone di qualificazione, vinto dal Casale.

## Divise e sponsor
Lo sponsor tecnico per la stagione 2012-2013 è Erreà, sulla maglia è presente il marchio Italsempione, in piccolo, azienda del patron Vavassori. In occasione della sfida in Supercoppa contro la Salernitana, il logo compare per esteso come sponsor principale. La prima maglia resta la classica biancoblu; la seconda maglia è arancione con inserti blu.
| 1ª maglia | 2ª maglia |

## Organigramma societario
| Staff dell'area amministrativa - Pietro Vavassori, Proprietario - Fiorenzo Riva, Amministratore Unico - Raffaele Ferrara, Direttore Generale - Italo Federici, Direttore Sportivo - Danilo Grassi, Team Manager - Saverio Granato, Segreteria sportiva e Tessera del tifoso - Silvia Stillitano, Addetto stampa e Responsabile Marketing - Cristian Moroni, Delegato Rapporti tifoseria | Staff dell'area tecnica - Aldo Firicano, Allenatore - Claudio Rapacioli, Preparatore dei portieri - Carlo Simonelli, Preparatore Atletico - Gianluca Castiglioni, Responsabile medico - Luigi Valcarenghi, Medico sociale - Remigio Del Sole, Fisioterapista - Bonzano Ector, Osteopata |

## Rosa
| N. |                   | Ruolo | Calciatore              |
| -- | ----------------- | ----- | ----------------------- |
|    | Italia (bandiera) | P     | Andrea Sala             |
|    | Italia (bandiera) | P     | Ivan Luca Vavassori     |
|    | Italia (bandiera) | P     | Emanuele Carezza        |
|    | Italia (bandiera) | D     | Michele Bonfanti        |
|    | Italia (bandiera) | D     | Andrea Botturi          |
|    | Italia (bandiera) | D     | Devis Nossa             |
|    | Italia (bandiera) | D     | Christian Beccaro       |
|    | Italia (bandiera) | D     | Giordano Pantano        |
|    | Italia (bandiera) | D     | Dario Alberto Polverini |
|    | Italia (bandiera) | D     | Cristian Andreoni       |
|    | Italia (bandiera) | C     | Luca Flavio Artaria     |
|    | Italia (bandiera) | C     | Mirko Bruccini          |

| N. |                   | Ruolo | Calciatore         |
| -- | ----------------- | ----- | ------------------ |
|    | Italia (bandiera) | C     | Gianpaolo Calzi    |
|    | Italia (bandiera) | C     | Marco Ghidoli      |
|    | Italia (bandiera) | C     | Paolo Vignali      |
|    | Italia (bandiera) | C     | Luca Giannone      |
|    | Italia (bandiera) | C     | Luca Viviani       |
|    | Italia (bandiera) | C     | Francesco Giorno   |
|    | Italia (bandiera) | C     | Daniele Greco      |
|    | Italia (bandiera) | A     | Matteo Serafini    |
|    | Italia (bandiera) | A     | Stefano Chiodini   |
|    | Italia (bandiera) | A     | Riccardo Greco     |
|    | Italia (bandiera) | A     | Giuseppe Cozzolino |
|    | Italia (bandiera) | A     | Simone Dell'Acqua  |

## Risultati

### Campionato

#### Girone di andata
| Arbitro: | Rapuano (Rimini) |

|  |           |                           |
|  | Marcatori | 11’ Fr. Virdis 14’ Gallon |

| Arbitro: | Magnani (Frosinone) |

|              |           |                 |
| Fanucchi 76’ | Marcatori | 30’, 37’ Falomi |

| Arbitro: | Melidoni (Frattamaggiore) |

|                                                   |           |               |
| M. Serafini 54’ Giannone 64’ Falomi 79’ Calzi 82’ | Marcatori | 10’ R. Taddei |

| Arbitro: | Greco (Lecce) |

|                      |           |                           |
| Dama 75’ D'Amico 87’ | Marcatori | 6’ M. Serafini 39’ Falomi |

| Arbitro: | Amoroso (Paola) |

|                            |           |                |
| Falomi 27’ Cozzolino 90+2’ | Marcatori | 58’ F. Ferrari |

| Arbitro: | Vesprini (Macerata) |

|                |           |                          |
| Varricchio 18’ | Marcatori | 45+1’ Nossa 67’ Giannone |

| Arbitro: | Di Martino (Teramo) |

|              |           |                                |
| Bruccini 52’ | Marcatori | 75’ D'Appolonia 79’ M. Marconi |

| Arbitro: | Oliveri (Palermo) |

|                                   |           |                                      |
| Petrascu 28’ (rig.) Ingegneri 65’ | Marcatori | 45’ Cozzolino 70’ (rig.) M. Serafini |

| Arbitro: | Zappatore (Taranto) |

|                                            |           |                                     |
| Cozzolino 24’ M. Serafini 69’ Giannone 74’ | Marcatori | 64’ Emiliano 77’ (rig.) C. Esposito |

| Arbitro: | Di Ruberto (Nocera Inferiore) |

|                           |           |               |
| Berretti 40’ Giannusa 79’ | Marcatori | 20’ Cozzolino |

| Arbitro: | Mainardi (Bergamo) |

|                                                                   |           |                    |
| Cozzolino 41’ M. Serafini 73’ (rig.), 83’ Giannone 77’ Falomi 87’ | Marcatori | 17’, 36’ Del Sante |

| Arbitro: | Todaro (Palermo) |

|             |           |                                                                   |
| Anastasi 6’ | Marcatori | 4’ Giannone 24’, 90+1’ (rig.) M. Serafini 45’ Cozzolino 66’ Nossa |

| Arbitro: | Ceccarelli (Rimini) |

|                                                |           |             |
| M. Serafini 8’ (rig.), 40’, 58’ Giannone 90+2’ | Marcatori | 77’ Adobati |

| Arbitro: | Reni (Pistoia) |

|  |           |            |
|  | Marcatori | 90’ Falomi |

| Busto Arsizio 9 dicembre 2012 15ª giornata | Pro Patria       | 0 – 0 | Bassano Virtus | Stadio Carlo Speroni\| Arbitro: \| Fiore (Barletta) \| |
| Arbitro:                                   | Fiore (Barletta) |       |                |                                                        |

| Arbitro: | Aversano (Treviso) |

|                           |           |                                                               |
| Finotto 1’ Gasbarroni 82’ | Marcatori | 11’, 25’ Cozzolino 47’ M. Serafini 89’ Giannone 90+2’ Artaria |

| Arbitro: | Losito (Pesaro) |

|                 |           |  |
| M. Serafini 50’ | Marcatori |  |

#### Girone di ritorno
| Savona 6 gennaio 2013 18ª giornata | Savona         | 0 – 0 | Pro Patria | Stadio Valerio Bacigalupo\| Arbitro: \| Bruno (Torino) \| |
| Arbitro:                           | Bruno (Torino) |       |            |                                                           |

| Arbitro: | Illuzzi (Molfetta) |

|                                       |           |                          |
| Bruccini 14’ Cozzolino 34’ Falomi 52’ | Marcatori | 66’, 74’ (rig.) Fanucchi |

| Arbitro: | Baroni (Firenze) |

|             |           |                        |
| Zanigni 31’ | Marcatori | 87’ (rig.) M. Serafini |

| Arbitro: | Piscopo (Imperia) |

|                                                                  |           |  |
| Falomi 40’ Giannone 61’ M. Serafini 63’ Cozzolino 73’ Giorno 76’ | Marcatori |  |

| Arbitro: | Ripa (Nocera Inferiore) |

|  |           |                         |
|  | Marcatori | 45’ Calzi 60’ Polverini |

| Arbitro: | Pagliardini (Arezzo) |

|                            |           |             |
| Cozzolino 49’ Giannone 71’ | Marcatori | 67’ Personè |

| Arbitro: | Merlino (Udine) |

|                               |           |  |
| Bocalon 58’ D'Apollonia 90+3’ | Marcatori |  |

| Busto Arsizio 3 marzo 2013 25ª giornata | Pro Patria        | 0 – 0 | Forlì | Stadio Carlo Speroni\| Arbitro: \| Lanza (Nichelino) \| |
| Arbitro:                                | Lanza (Nichelino) |       |       |                                                         |

| Arbitro: | Paolini (Ascoli Piceno) |

|                           |           |                               |
| Jidayi 49’ Iocolano 90+3’ | Marcatori | 39’ Nossa 87’ (rig.) Giannone |

| Arbitro: | Rossi (Rovigo) |

|                 |           |  |
| M. Serafini 28’ | Marcatori |  |

| Arbitro: | Marini (Roma) |

|                 |           |  |
| De Respinis 66’ | Marcatori |  |

| Arbitro: | Caso (Verona) |

|  |           |                  |
|  | Marcatori | 60’ Iv. Graziani |

| Arbitro: | Martinelli (Roma) |

|                                            |           |              |
| A. Brighenti 41’ Gaeta 51’ Malivojevic 66’ | Marcatori | 46’ Bruccini |

| Arbitro: | Di Ruberto (Nocera Inferiore) |

|                                                    |           |  |
| Giannone 3’ M. Serafini 63’ Vignali 85’ Falomi 89’ | Marcatori |  |

| Bassano del Grappa 28 aprile 2013 32ª giornata | Bassano Virtus            | 0 – 0 | Pro Patria | Stadio Rino Mercante\| Arbitro: \| Albertini (Ascoli Piceno) \| |
| Arbitro:                                       | Albertini (Ascoli Piceno) |       |            |                                                                 |

| Arbitro: | Serra (Torino) |

|           |           |                                     |
| Nossa 61’ | Marcatori | 18’ (rig.) Gasbarroni 84’ Valagussa |

| Arbitro: | Morreale (Roma) |

|  |           |                        |
|  | Marcatori | 52’ Calzi 78’ Bruccini |

### Coppa Italia Lega Pro

#### Girone A
| Arbitro: | Oliveri (Palermo) |

|  |           |                   |
|  | Marcatori | 16’ (rig.) Curcio |

| Arbitro: | Fanton (Lodi) |

|            |           |             |
| Kanoute 6’ | Marcatori | 32’ Artaria |

### Supercoppa di Seconda Divisione
| Arbitro: | Oliveri (Palermo) |

|  |           |                             |
|  | Marcatori | 29’, 71’ Guazzo 55’ Gustavo |

| Arbitro: | Albertini (Ascoli Piceno) |

|                |           |            |
| Guazzo 4’, 11’ | Marcatori | 24’ Falomi |

## Statistiche

### Statistiche di squadra
| Competizione                                 | Punti | In casa | In casa | In casa | In casa | In casa | In casa | In trasferta | In trasferta | In trasferta | In trasferta | In trasferta | In trasferta | Totale | Totale | Totale | Totale | Totale | Totale | DR  |
| Competizione                                 | Punti | G       | V       | N       | P       | Gf      | Gs      | G            | V            | N            | P            | Gf           | Gs           | G      | V      | N      | P      | Gf     | Gs     | DR  |
| -------------------------------------------- | ----- | ------- | ------- | ------- | ------- | ------- | ------- | ------------ | ------------ | ------------ | ------------ | ------------ | ------------ | ------ | ------ | ------ | ------ | ------ | ------ | --- |
| Lega Pro Seconda Divisione                   | 62    | 17      | 11      | 2       | 4       | 36      | 17      | 17           | 7            | 6            | 4            | 28           | 20           | 34     | 18     | 8      | 8      | 64     | 37     | +27 |
| Coppa Italia Lega Pro                        | -     | 1       | 0       | 0       | 1       | 0       | 1       | 1            | 0            | 1            | 0            | 1            | 1            | 2      | 0      | 1      | 1      | 1      | 2      | -1  |
| Supercoppa di Lega di Seconda Divisione 2013 | -     | 1       | 0       | 0       | 1       | 0       | 3       | 1            | 0            | 0            | 1            | 1            | 2            | 2      | 0      | 0      | 2      | 1      | 5      | -4  |
| Totale                                       | -     | 19      | 11      | 2       | 6       | 36      | 21      | 19           | 7            | 7            | 5            | 30           | 23           | 38     | 18     | 9      | 11     | 66     | 44     | +22 |

## Giovanili
- Raffaele Ferrara, Responsabile
- Vittorio Zullo, Coordinatore
- Cristian Moroni, Segretario

### Risultati
- Berretti, Girone A, 5º posto[5]
- Allievi Nazionali, Girone A, 6º posto
- Giovanissimi Nazionali, Girone A, 9º posto